# Phthisis bulbi

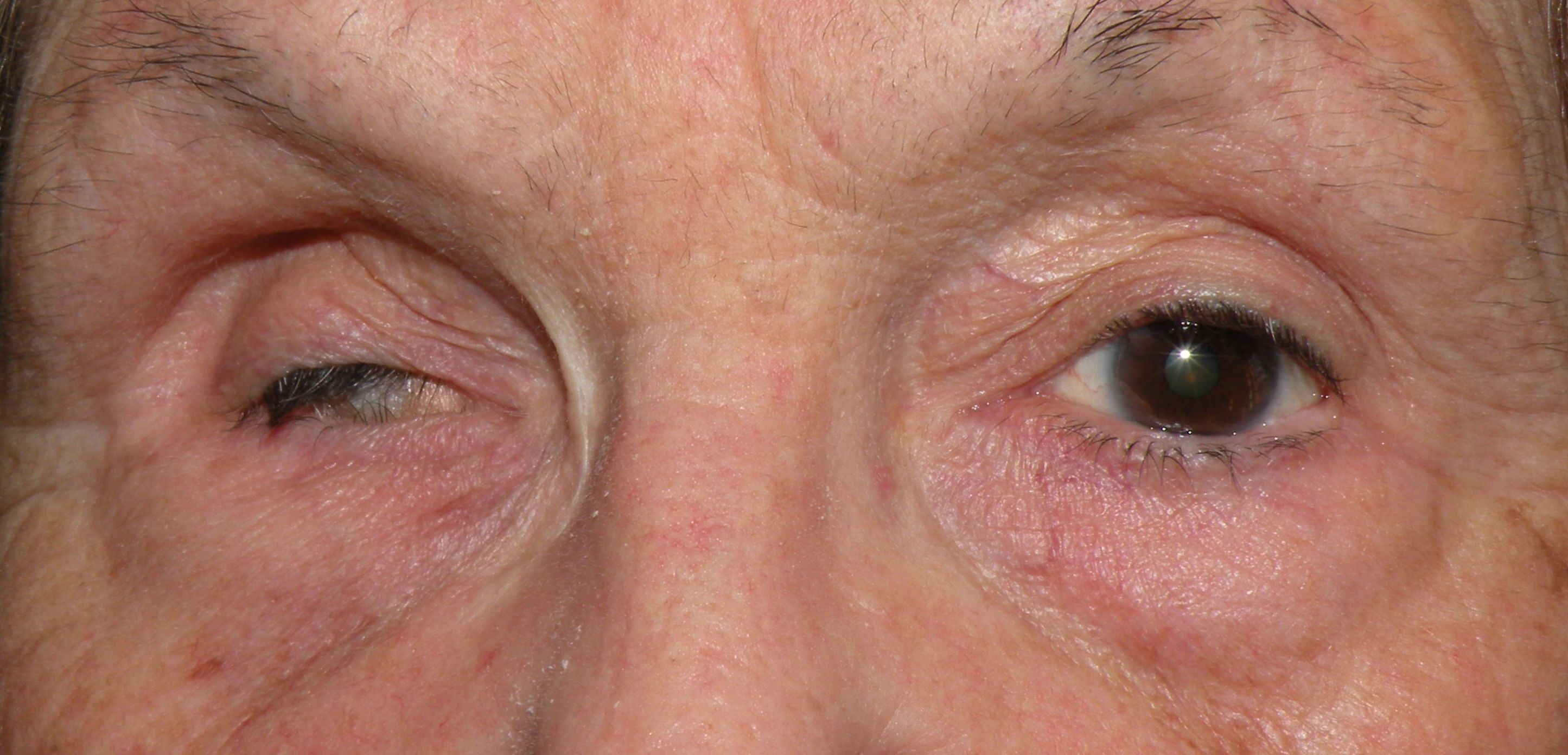
Phthisis bulbi, rechtes Auge

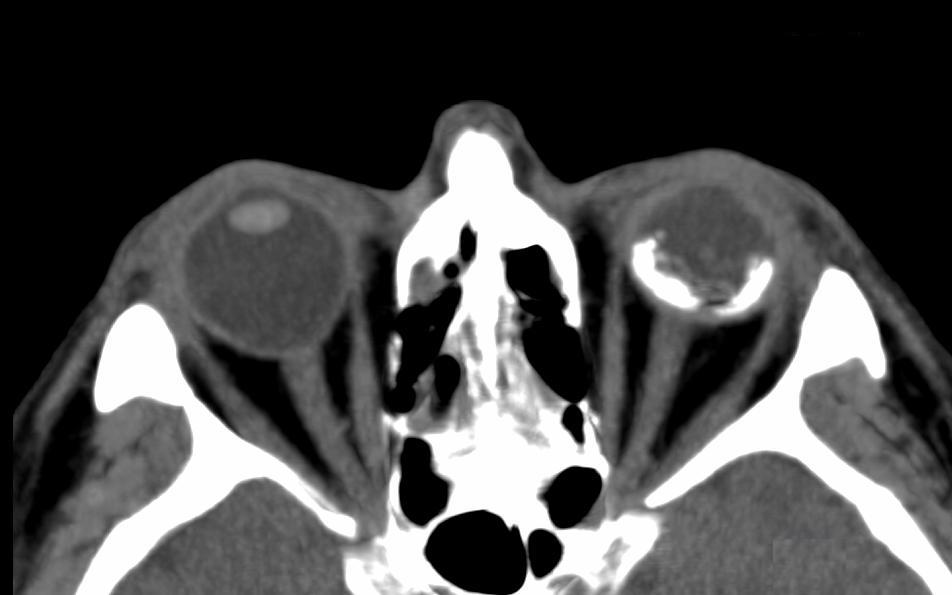
Computertomographie mit Phthisis des linken Augapfels (im Bild rechts)

Phthisis bulbi (lateinisch für „Augapfelschrumpfung“) ist der medizinische Fachbegriff für die Schrumpfung und Atrophie des Augapfels, meist aufgrund rezidivierender Entzündungen des Auges oder schwerer Traumen. Häufigster Pathomechanismus ist eine Atrophie des Ziliarkörpers. Das dort produzierte Kammerwasser versiegt, wodurch der Bulbus schrumpft und durch fehlende Ernährung atrophieren wichtige Strukturen des Auges. Eine Phthisis bulbi kann auch angeboren sein oder sich frühzeitig dem Osteoporose-Pseudoglioma-Syndrom entwickeln.